# Leuctra grandis
Leuctra grandis är en bäcksländeart som beskrevs av Banks 1906. Leuctra grandis ingår i släktet Leuctra och familjen smalbäcksländor. Inga underarter finns listade i Catalogue of Life.